# Премия «Грэмми» за лучшее исполнение современной христианской музыки

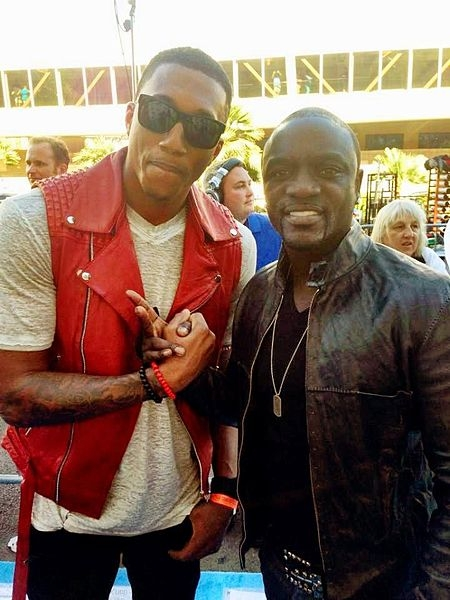
Исполнитель христианского репа Lecrae (он слева, а справа певец Akon).

Премия Грэмми за лучшее исполнение современной христианской музыки (англ. Grammy Award for Best Contemporary Christian Music Performance/Song) вручается на ежегодной церемонии в США с 2015 года.
Одна из самых престижных наград в жанре современной христианской музыки и является одной из примерно 100 других номинаций этой премии, которая была учреждена в 1958 году.
Награда ежегодно присуждается Национальной академией искусства и науки звукозаписи за «художественные достижения, технические знания и общее превосходство в звукозаписывающей индустрии, без учёта продаж альбома и его позиции в чартах».
Категория «За лучшее исполнение современной христианской музыки» (Grammy Award for Best Contemporary Christian Music Performance/Song) стала одной из новых категорий, созданный в ходе преобразований Grammy Awards в 2015 году. Она присуждается как авторам песен, так и их исполнителям (соло, дуэтам, группам, совместным исполнителям). Эта награда возникла на основе выделения из ранее существовавших премий в категориях Лучшая песня современной христианской музыки (Best Contemporary Christian Music Song; для авторов) и Best Gospel/Contemporary Christian Music Performance (для исполнителей). А исполнители стиля госпел были выделены в категорию Лучшее исполнение в стиле госпел (Best Gospel Performance/Song).

## История
| Год  | Работа                            | Исполнители                           | Авторы | Номинанты | Ссылка      |
| ---- | --------------------------------- | ------------------------------------- | --- | --- | ----------- |
| 2015 | Messengers                        | Lecrae при участии For King & Country | Torrance Esmond, Ran Jackson, Ricky Jackson, Kenneth Chris Mackey, Lecrae Moore, Joseph Prielozny, Joel Smallbone & Luke Smallbone                            | - Bear Rinehart & Bo Rinehart за Multiplied, исполненную Needtobreathe | [ 4 ] [ 5 ] |
| 2016 | Francesca Battistelli             | «Holy Spirit»                         | Песня была написана (и ранее записана) Bryan & Katie Torwalt, но, так как в этой категории учитываются только новые песни, авторы не были среди награждённых. | - Ed Cash, David Crowder и Seth Philpott за «Lift Your Head Weary Sinners (Chains)», в исполнении Crowder - Matt Maher за «Because He Lives (Amen)», в исполнении Matt Maher - Tai Anderson, Brenton Brown, David Carr, Mark Lee, Matt Maher и Mac Powell за «Soul on Fire», в исполнении Third Day при участии All Sons & Daughters | [ 6 ]       |
| 2017 | Hillary Scott & The Scott Family  | «Thy Will»                            | Hillary Scott, Bernie Herms & Emily Weisband | - Lauren Daigle, Michael Farren & Paul Mabury за «Trust In You», в исполнении Lauren Daigle - Benjamin Backus, Seth Mosley, Joel Smallbone, Luke Smallbone & Ted Tjornhom за «Priceless», в исполнении For King & Country - Natalie Grant, Becca Mizell & Samuel Mizell за «King of the World», в исполнении Natalie Grant - Mia Fieldes, Jonathan Smith & Zach Williams за «Chain Breaker», в исполнении Zach Williams | [ 7 ]       |
| 2018 | Hillsong Worship                  | «What a Beautiful Name»               | Ben Fielding & Brooke Ligertwood | - Mark Hall & Bernie Herms за «Oh My Soul», в исполнении Casting Crowns - Natalie Grant за «Clean», в исполнении Natalie Grant - David Garcia, Ben Glover, Crystal Lewis, MercyMe & Tim Timmons за «Even If», в исполнении MercyMe - Chuck Butler, Jonathan Smith & Tauren Wells за «Hills and Valleys», в исполнении Tauren Wells | [ 8 ]       |
| 2019 | Lauren Daigle                     | «You Say»                             | Lauren Daigle, Jason Ingram & Paul Mabury | - Cory Asbury, Caleb Culver & Ran Jackson за Reckless Love, в исполнении Cory Asbury - Lauren Daigle, Jason Ingram & Paul Mabury за You Say, в исполнении Lauren Daigle - Ben Glover, Matt Hales, Stephen Blake Kanicka, Seth Mosley, Joel Smallbone, Luke Smallbone & Tedd Tjornhom за Joy., в исполнении for KING & COUNTRY - David Garcia, Ben Glover, MercyMe, Solomon Olds & John Reuben за Grace Got You, в исполнении MercyMe ft. John Reuben - Ethan Hulse, Jordan Sapp & Tauren Wells за Known, в исполнении Tauren Wells | [ 9 ]       |
| 2020 | for KING & COUNTRY & Долли Партон | «God Only Knows»                      | Josh Kerr, Jordan Reynolds, Joel Smallbone, Luke Smallbone & Tedd Tjornhom                                                                                    | - Mark Hall, Bernie Herms & Matthew West за «Only Jesus», в исполнении Casting Crowns - Danny Gokey, Ethan Hulse & Colby Wedgeworth за «Haven't Seen It Yet», в исполнении Danny Gokey - Tauren Wells, Bernie Herms & Emily Weisband за «God’s Not Done With You (Single Version)», в исполнении Tauren Wells - Ethan Hulse, Andrew Ripp, Jonathan Smith & Zach Williams за «Rescue Story», в исполнении Zach Williams | [ 10 ]      |